# Aeroporto de Itaberaba

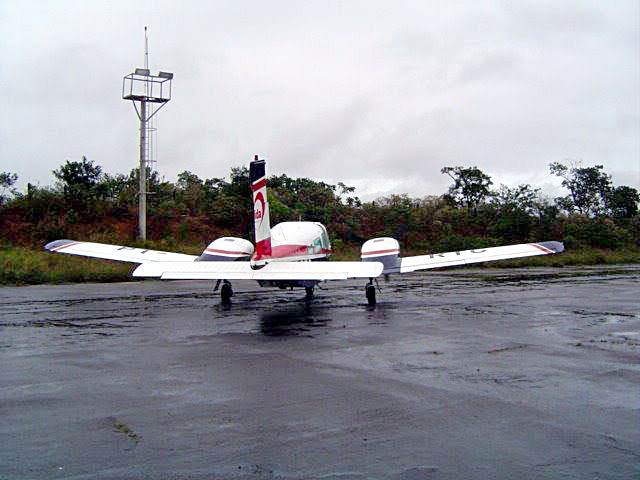

O Aeroporto de Itaberaba - Prefixo SNIB é um aeroporto localizado na cidade brasileira de Itaberaba, no quilômetro 4 da rodovia BA-233. Conta com uma pista de 1200 por 30 metros, pavimentada (asfalto) e sinalizada, e é apto para pousos e decolagens noturnas.
Do Governo do Estado da Bahia e administrado pela 5ª Residência do Departamento de Infraestrutura de Transportes da Bahia (DERBA) de Itaberaba.
Foi incluso no Plano nacional de aviação regional do governo federal. Coordenado pela Casa Civil e pela Secretaria de Aviação Civil (SAC), que visa a melhora na qualidade dos serviços e da infraestrutura aeroportuária brasileira, de modo a ampliar a oferta de transporte, teve em julho de 2014 o projeto de viabilidade técnica concluído, segundo o projeto o aeroporto passará a ter um pátio de 10.857 m² e um terminal de passageiros de 682 m², com capacidade de processar até 60 passageiros/hora. Ainda será feito o alargamento, ampliação e nova área de segurança da pista de pousos e decolagens.
| Cabeceiras | Dimensões | Superfície | Resistência/PNC | 14/32 | 1200x30m | Asfalto | 8/F/C/Y/U |

## Administração
05ª RM - Itaberaba 
Av. Flaviano Guimarães nº 579
e-mail : 05rm@derba.ba.gov.br
Telefone : (75)3251-1243
Fax : (75) 3251-1243

## Coordenadas
Latitude: -12º 30' 02" S / Longitude: -40º 16' 02" W

## Informações adicionais
Altitude: 283 m - Operação: diurna e noturna - Classificação: Aeroporto Público